# Паоло Галліко
Паоло Галліко (італ. Paolo Gallico; 13 травня 1868, Трієст  - 6 липня 1955, Нью-Йорк) — американський піаніст і композитор італійського походження. Батько письменника Пола Гелліко. 
Закінчив Віденську консерваторію по класу фортепіано Юліуса Епштейна, серед його вчителів був також Антон Брукнер. У 15-річному віці виступив з першим сольним концертом, гастролював в Італії, Німеччині, Росії та ін. 
З 1892 р. жив і працював в США. Концертував в Нью-Йорку як соліст, в середині 1900-х рр. виступав у складі фортепіанного тріо (з Олександром Заславським і Генрі Брамсеном). 31 січня 1910 р. без репетицій (замість Йозефа Вайса, який посварився з диригентом на репетиції і відмовився грати) виступив як соліст в Карнегі-голі з Нью-Йоркським філармонічним оркестром під керуванням Густава Малера. Вів також викладацьку діяльність (серед його учнів, зокрема, Фредерік Джейкоби і Джером Керн). 
Надалі присвятив себе переважно композиції. За ораторію «Апокаліпсис» для шести солістів, хору і оркестру був нагороджений премією Національної федерації музичних клубів (1921). Серед інших творів Галліко - опера «Арлекін» (1926), Всесвітня рапсодія (англ. Rhapsodie Mondiale; 1927) і «Монтерейська рапсодія» (1929) для оркестру, Септет для фортепіано, валторни, струнного квартету і контральто (1924), фортепіанний квінтет, численні фортепіанні п'єси. Під редакцією Галліко видавалися в США фортепіанні твори Ференца Ліста, Едварда Гріга та ін. 